# چشم‌سفید سانگیهه
چشم‌سفید سانگیهه (نام علمی: Zosterops nehrkorni) نام یک گونه از سرده چشم‌سفید است.